# (23570) 1995 AA
(23570) 1995 AA est un astéroïde de la ceinture principale d'astéroïdes découvert en 1995.

## Description
(23570) 1995 AA a été découvert le 1er janvier 1995 à Chiyoda (Japon) par Takuo Kojima.

### Caractéristiques orbitales
L'orbite de cet astéroïde est caractérisée par un demi-grand axe de 3,9 UA, un périhélie de 2,51 UA, une excentricité de 0,18 et une inclinaison de 9,45° par rapport à l'écliptique. Du fait de ces caractéristiques, à savoir un demi-grand axe compris entre 2 et 3,2 UA et un périhélie supérieur à 1,666 UA, il est classé, selon la JPL Small-Body Database, comme objet de la ceinture principale d'astéroïdes.

### Caractéristiques physiques
(23570) 1995 AA a une magnitude absolue (H) de 14,2 et un albédo estimé à 0,163.